# I Promised Myself
I Promised Myself foi um single de 1990 do cantor, modelo e compositor inglês Nick Kamen. A canção foi regravada pela banda Dead or Alive em 1999, em 2007 por José Galisteo, em 2004 pelo A*Teens e em 2009 pelo artista de eurodance Basshunter. Em 2004 ganhou uma versão remix. A versão original ficou na 50.ª posição a versão do Basshunter ficou na posição 94.ª no UK Singles Chart.

## Versão dos A*Teens
"I Promised Myself" foi uma cover do cantor Nick Kamen e foi uma das últimas músicas gravada pelo grupo A*Teens.
A música é uma espécie de "adeus" e no videoclipe, eles aparecem "voltando" nos clipes mais famosos deles, como Upside Down e Mamma mia, quando eles ainda eram crianças.

## Versão de Basshunter

### Posições nas tabelas musicais
| Tabela musical (2009)          | Melhor posição |
| ------------------------------ | -------------- |
| Reino Unido (UK Singles Chart) | 94             |